# Памяти мучеников Бабьего Яра
Симфония № 1 «Памяти мучеников Бабьего Яра» была написана украинским композитором еврейского происхождения Дмитрием Клебановым в 1945 году, первооткрывателем темы Бабьего Яра в музыке. Это память о резне евреев в Бабьем Яру на территории Украины во время Холокоста.
В 1945 году, вернувшись в освобождённый Харьков, Дмитрий Клебанов создаёт свою 1-ю симфонию. Она была основана на традиционных еврейских мелодиях. В частности, её финалом стала вариация молитвы «Скорбящий Кадиш». Первые и единственные два исполнения успели состояться в 1947 году в Харькове и 1948 году в Киеве.
Симфонию быстро запретили (в рамках усилий советского режима остановить еврейскую поминальную деятельность), а композитора лишили должности председателя харьковского отделения Союза советских композиторов, что означало фактический запрет на профессиональную деятельность. Клебанова обвиняли якобы в «искажении исторической правды о советском народе» (официальная линия советской партии заключалась в том, что все погибшие во время войны были советскими людьми, а выделение отдельных национальностей было запрещено), «буржуазном формализме» и «космополитизме» и были даже попытки обвинить его в антисоветской деятельности.
Симфонию в третий раз исполнили только спустя 45 лет после её написания, в 1990 году, в Киеве. Автора к этому времени уже несколько лет как не было в живых.

## Описание частей
- I. Аллегро модерато (14.10)
- II. Юмор (12.00)
- III. Траурный марш (8.17)
- V. Финал: Престо — Речитатив — Агитато (13.22)